# بروكلين برينس
بروكلين كيمبرلي برينس (مواليد 2010) (بالإنجليزية: Brooklynn Prince)‏ ممثلة أمريكية. اشتهرت بدورها الشهير في فيلم مشروع فلوريدا (2017). 

## حياتها المبكرة
بدأت برينس حياتها المهنية في سن الثانية، حيث ظهرت في إعلانات مطبوعة وعلى الشابة لبيرينتغ ، وتشكي تشيز و زر أورلاندو ‏.

## الأعمال
| السنة | العمل              | الدور     | ملاحظات |
| ----- | ------------------ | --------- | ------- |
| 2017  | Robo-Dog: Airborne | ميرا بيري |         |
| 2017  | مشروع فلوريدا      | مووني     |         |
| 2018  | Monsters at Large  | صوفي      |         |
| 2019  | The Turning ‏       |           |         |
| 2020  | home before dark   | هيلدي     |         |

## الجوائز والترشيحات
| السنة | الجائزة                            | الفئة                           | العمل المرشح  | النتيجة | Ref.   |
| ----- | ---------------------------------- | ------------------------------- | ------------- | ------- | ------ |
| 2017  | جائزة اختيار النقاد للأفلام        | أفضل مؤدية صغيرة                | مشروع فلوريدا | فوز     | [ 3 ]  |
| 2017  | جوائز غوثام                        | ممثلة واعدة                     | مشروع فلوريدا | رُشِّح     | [ 4 ]  |
| 2017  | تحالف الصحافيات السينمائيات        | أفضل أداء عظيم                  | مشروع فلوريدا | فوز     | [ 5 ]  |
| 2017  | جمعية سان دييغو لنقاد السينما      | فنانة عظيمة                     | مشروع فلوريدا | رُشِّح     | [ 6 ]  |
| 2017  | جمعية سياتل لنقاد السينما          | أفضل مؤدية شابة                 | مشروع فلوريدا | فوز     | [ 7 ]  |
| 2017  | جمعية واشنطن العاصمة لنقاد السينما | Best Breakthrough Performance   | مشروع فلوريدا | فوز     | [ 8 ]  |
| 2017  | دائرة نقاد السينما النسائية        | أفضل ممثلة صغيرة                | مشروع فلوريدا | فوز     | [ 9 ]  |
| 2017  | جمعية شيكاغو لنقاد السينما         | أفضل مؤدية واعدة                | مشروع فلوريدا | رُشِّح     | [ 10 ] |
| 2017  | جمعية دبلن لنقاد الأفلام           | Breakthrough Artist of the Year | مشروع فلوريدا | رُشِّح     |        |
| 2017  | جمعية نقاد السينما على الانترنت    | Best Breakout Star              | مشروع فلوريدا | رُشِّح     | [ 11 ] |
| 2018  | جمعية نقاد السينما جورجيا          | فنانة واعدة                     | مشروع فلوريدا | رُشِّح     | [ 12 ] |
| 2018  | جمعية هيوستن لنقاد السينما         | أفضل ممثلة                      | مشروع فلوريدا | رُشِّح     | [ 13 ] |

## وصلات خارجية
- بروكلين برينس على موقع IMDb (الإنجليزية)
- بروكلين برينس على موقع قاعدة بيانات الفيلم (الإنجليزية)